# Воденичар
Воденичар је занатлија који је радио као млинар у воденици.
Напредак технологије и савремених начина експлоатације житарица, готово је сасвим угасио воденичарски занат. Због тога, малобројни воденичари припадају реду следбеника старих заната.

## Начин рада
Како су се у старим временима, али и донедавно многим крајевима Србије, Босне, Херцеговине и Црне Горе, за млевење жита користиле воденице, где су се млеле житарице (пшеница, кукуруз...), постојање воденичара је било неопходно за њихово функционисање, па самим тим и живот села.
Житарице би се обично млеле по договорном принципу, тако да се знало када који домаћин може донети своје производе. Некада би домаћини сами млели по распореду, а некада би постојао и посебан воденичар, обично мештанин кога би ангажовали.

## Воденичари у народној традицији
Воденичари су били чести мотиви у народним причама. Приповетка Милована Глишића „После деведесет година” говори о сељаку Сави Савановићу из Зарожја, који се након смрти повампирио и живео у старом воденици, где је нападао воденичаре.